# Bilirubin
Bilirubin là một hợp chất màu vàng hiện diên trong con đường dị hóa bình thường phá vỡ hem ở động vật có xương sống. Sự dị hóa này là một quá trình cần thiết trong việc giải phóng các sản phẩm chất thải của cơ thể phát sinh từ sự phá hủy các hồng cầu già. Đầu tiên hemoglobin bị tước bỏ phân tử heme mà sau đó đi qua các quá trình khác nhau của dị hóa porphyrin, tùy thuộc vào phần cơ thể trong đó sự cố xảy ra. Ví dụ, các phân tử bài tiết trong nước tiểu khác với các phân tử trong phân. Việc sản xuất biliverdin từ heme là bước quan trọng đầu tiên trong quá trình chuyển hóa dị hóa, sau đó enzyme biliverdin reductase thực hiện bước thứ hai, tạo ra bilirubin từ biliverdin.
Bilirubin được bài tiết qua mật và nước tiểu, và nồng độ cao có thể biểu hiện một số bệnh nhất định. Nó chịu trách nhiệm cho màu vàng của vết bầm tím và sự đổi màu vàng trong vàng da. Các sản phẩm phân tích tiếp theo của nó, chẳng hạn như stercobilin, gây ra màu nâu của phân. Một sản phẩm phân hủy khác, urobilin, là thành phần chính của màu vàng rơm trong nước tiểu.
Nó cũng đã được tìm thấy trong thực vật.